# 卡士蒂索人
卡士蒂索人（西班牙語：Castizo）是西班牙語的一個術語，指一個拉丁美洲人有3/4歐洲血統和1/4的美洲原住民血統。
他們多分布於南美洲南部的智利和阿根廷，中美洲的哥斯達黎加，亦分布於墨西哥的西部和北部和加拿大一些地區。
卡士蒂索人通常具有更多的高加索人種特徵，但兼有美洲原住民的特徵，許多人可以具有美洲原住民般黑暗色素沉著，但是完全的高加索人種臉部特徵。
最有名的卡士蒂索人是強尼·戴普和利昂内尔·梅西。
如果一個卡士蒂索人與一個西班牙血統的人結婚，他的後代回到西班牙人。